# 1848 في ألمانيا
فيما يلي قوائم الأحداث التي وقعت خلال عام 1848 في ألمانيا.

## كتب
من الكتب التي صدرت هذه السنة في ألمانيا:
- 21 فبراير – بيان الحزب الشيوعي من تأليف فريدريك إنجلز.

## مواليد

### يناير
- 1 يناير – بول فالكنبرج عالم نبات ألماني.
- 7 يناير – إغناتز أوربان عالم نبات ألماني.
- 9 يناير – الأميرة فريديريكا أميرة هانوفر

### فبراير
- 25 فبراير – وليام الثاني من فورتمبيرغ سياسي ألماني.

### مارس
- 10 مارس – ألبرت فرانكل طبيب ألماني.

### مايو
- 3 مايو – أوتو بوتشلي
- 18 مايو – هرمان ديلز
- 23 مايو – أوتو ليلينتال
- 25 مايو – هيلموت فون مولتكه الأصغر ضابط ألماني.

### يوليو
- 29 يوليو – كارل فايزر

### سبتمبر
- 4 سبتمبر – هاينريش برونز

### نوفمبر
- 8 نوفمبر – جوتلوب فريجه رياضياتي ألماني.
- 11 نوفمبر – هانس ديلبروك مؤرخ ألماني.

### ديسمبر
- 9 ديسمبر – غابرييل فون سيدل مهندس معماري ألماني.
- 14 ديسمبر – كارل كرايبيلين

## وفيات

### يناير
- 1 يناير – لويز فلوري (مواليد 1771)
- 9 يناير – كارولين هيرشل (مواليد 1750)

### فبراير
- 18 فبراير – جوزيف غيرهارد زوكاريني (مواليد 1797) عالم نبات ألماني.

### مارس
- 29 مارس – جون جاكوب أستور (مواليد 1763)

### مايو
- 24 مايو – أنيتا فراين فون دورسته هولسهوف (مواليد 1797)

### أكتوبر
- 24 أكتوبر – يوهانس كونراد شاور (مواليد 1813) عالم نبات ألماني.

### نوفمبر
- 9 نوفمبر – روبرت بلوم (مواليد 1807)
- 28 نوفمبر – جيكوب شتورم (مواليد 1771)